# 1648
Епоха великих географічних відкриттів •  Ганза •  Річ Посполита •  Запорозька Січ •  Хмельниччина

## Геополітична ситуація
Османську імперію очолює Мехмед IV (до 1687). Під владою османського султана перебувають Близький Схід і Єгипет, Середземноморське узбережжя Північної Африки, частина Закавказзя, значні території в Європі: Греція, Болгарія і Сербія. Васалами османів є Волощина та Молдова.
Священна Римська імперія — наймогутніша держава Європи. Її територія охоплює, крім німецьких земель, Угорщину з Хорватією, Богемію, Північну Італію. Її імператором є Фердинанд III з родини Габсбургів (до 1657). Королем Богемії та Угорщини є Фердинанд IV Габсбург.
Габсбург Філіп IV Великий є королем Іспанії (до 1665). Йому належать Іспанські Нідерланди, південь Італії, Нова Іспанія, Нова Гранада та Нова Кастилія в Америці, Філіппіни. Королем Португалії проголошено Жуана IV, хоча Іспанія це проголошення не визнає. Португалія має володіння в Бразилії, в Африці, в Індії, на Цейлоні, в Індійському океані та Індонезії.
Північ Нідерландів займає Республіка Об'єднаних провінцій. Король Франції — Людовик XIV (до 1715). В Англії триває Англійська революція. Королем формально залишається Карл I. Король Данії та Норвегії — Фредерік III (до 1670), королева Швеції — Христина I (до 1654). На Апеннінському півострові незалежні Венеціанська республіка та Папська область.
Королем Речі Посполитої, якій належать українські землі, є Ян II Казимир (до 1668).
Гетьман України — Богдан Хмельницький. На півдні України існує Запорозька Січ.
Царем Московії є Олексій Михайлович (до 1676). Існують Кримське ханство, Ногайська орда.
В Ірані правлять Сефевіди.
Значними державами Індостану є Імперія Великих Моголів, Біджапурський султанат, султанат Голконда, Віджаянагара. Владу в Китаї захопила Династія Цін. У Японії триває період Едо.

## Події

### В Україні

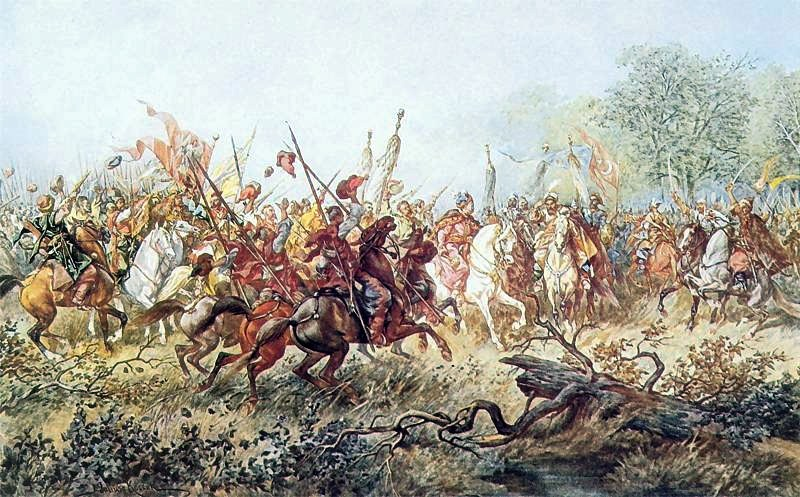
Битва під Корсунем.

- Хмельниччина:
  - 29 квітня — 16 травня відбулася битва під Жовтими Водами, в якій козаки Богдана Хмельницького завдали поразки польському війську Стефана Потоцького.
  - 26 травня козацьке військо на чолі з Богданом Хмельницьким одержало перемогу над польськими загонами в битві під Корсунем.
  - 12 липня козацьке військо під керівництвом Максима Кривоноса взяло штурмом Полонську фортецю, ключ до Волині.
  - 23 вересня у битві під Пилявцями військо Богдана Хмельницького розбило польську армію воєначальників Миколая Остророга, Домініка Заславського і Александра Конецпольського.
  - 6 жовтня українсько-татарське військо під керівництвом Богдана Хмельницького взяло в облогу Львів.
  - 17 (27) грудня Богдан Хмельницький на чолі повстанського війська тріумфально вступив до Києва.

### У світі

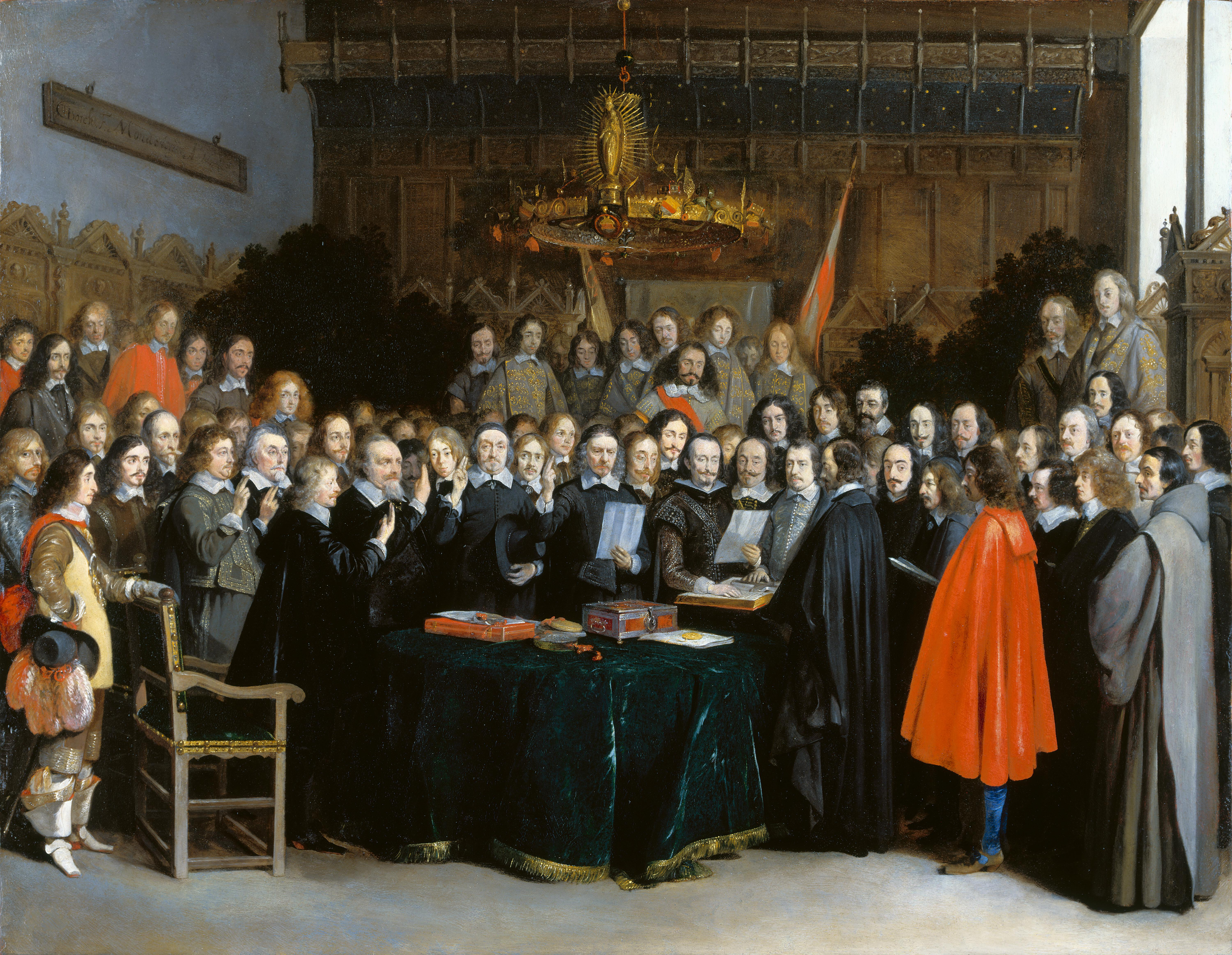
Ратифікація Мюнстерського мирного договору між Іспанією та Нідерландами.

- Перше видання Генеральної карти України Delineatio Generalis Camporum Desertorum vulgo Ukraina. Cum adjacentibus Provinciis («Загальний план Диких полів, простіше кажучи України», південна орієнтація, 42×54,5 см, масштаб 1:1800000), яке виконав славетний голландський гравер Гондіус (В. Гонд), надруковане в Данцігу 1648 року.
- Ян II Казимир став новим королем Речі Посполитої.
- 11 червня в Москві розпочався один з найбільших народних виступів, відомий під назвою «Соляний бунт».
- 30 червня розпочалась експедиція російського мореплавця Семена Дежньова, в ході якої було відкрито протоку між Азією та Північною Америкою.
- 8 серпня за наказом матері Кесем Султан яничарами скинуто з престолу, заарештовано і ув'язнено османського султана Ібрагіма. Новим султаном став Мехмед IV.
- 26 серпня («День барикад») у Парижі спалахнуло повстання проти королеви-матері Анни Австрійської і першого міністра кардинала Джуліо Мазаріні, яке отримало назву Фронда.
- Підписанням Мюнстерського мирного договору завершилася Вісімдесятирічна війна. Іспанія визнала незалежність Республіки Об'єднаних провінцій.
- Закінчилась Тридцятирічна війна:
  - У липні шведи розграбували правий берег Влтави у Празі, зокрема Празький Град.
  - 24 жовтня підписано Вестфальський мир, за яким релігія німецьких земель визначалася їхніми князями. Гарантувалася терпимість до дисидентів.
- Англійська революція:
  - 17—19 серпня армія нового зразка завдала поразки роялістам та шотландцям під Престоном.
  - 12 вересня в Шотландії інгейджери, що перейшли на бік короля, розбили радикальних ковенантерів під Стерлінгом.
  - 11 грудня відбулася Прайдова чистка парламенту — загін полковника Прайда витурив із парламенту всіх пресвітеріан, що виступали проти індепендентів.
- Королем Данії та Норвегії став Фредерік III.
- Португальці завдали поразки нідерландцям у битві на пагорбах Гуарарапісу в Голландській Бразилії.
- Саббатай Цеві проголосив себе у Смірні месією.
- Французи та нідерландці домовилися розділити острів Сен-Мартен.
- Бандейрант Антоніу Рапошу Тавареш розпочав експедицію в глибину Бразилії.

## Народились
див. також Категорія:Народились 1648

## Померли
див. також Категорія:Померли 1648